# Samtgemeinde Emlichheim
De Samtgemeinde Emlichheim is een samtgemeinde in het landkreis Grafschaft Bentheim, welke in de deelstaat Nedersaksen gelegen is.

## Geschiedenis
De samtgemeinde is ontstaan in 1974 door samenwerking van de gemeenten Emlichheim, Hoogstede, Laar en Ringe.

## Politiek
De Samtgemeente heeft een eigen burgemeester en een eigen raad. Deze raad wordt geacht de belangen van de samenwerkende gemeenten te behartigen. In tegenstelling tot Nederland wordt deze raad gekozen door de inwoners van het samenwerkingsverband. In Nederland worden gemeenteraadsleden benoemd in de raad van het samenwerkingsverband.
De raad telt 30 zetels. Er zijn vier partijen vertegenwoordigd (november 2016):
- CDU - 18 zetels
- SPD - 7 zetels
- Grafschafter Bürger Forum (GBF) - 3 zetels
- FDP - 2 zetels